# Sterigmostemum caspicum
Sterigmostemum caspicum är en korsblommig växtart som först beskrevs av Jean-Baptiste de Lamarck och Pall., och fick sitt nu gällande namn av Carl Ernst Otto Kuntze. Sterigmostemum caspicum ingår i släktet Sterigmostemum och familjen korsblommiga växter. Inga underarter finns listade i Catalogue of Life.